# Refuge Paliri
Il refuge Paliri è un rifugio alpino che si trova nel comune di Conca, in Corsica, a 1.060 m d'altezza ai piedi di Punta Tafonata (1.331 m) nella valle del Cavo. Ha una capienza di sedici posti letto.